# Nomen omen

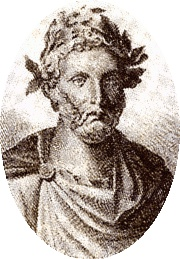
Plaut, autor zwrotu

Nomen omen (skrót od wyrażenia: nomen atque omen lub nomen est omen) – łaciński zwrot, który można przetłumaczyć jako „imię jest wróżbą” lub „imię stanowi znak”, co według starożytnych Rzymian oznacza, że imię lub nazwisko kryje w sobie informację o człowieku czy też zdradza jego cechy charakteru lub przeznaczony mu los. Dotyczy to także przedmiotów lub nazw. Autorem zwrotu jest Plaut i został on użyty w komedii Pers (Persa).
W polskim języku literackim (rzadziej w potocznym) oznacza wyrażenie zwracające uwagę na to, że użyta nazwa, zwykle nazwisko, charakteryzuje omawianą osobę lub rzecz. 
Nazwę Nomen omen ma polski kabaret oraz książka autorstwa Marty Kisiel